# 巴西利亚诺
巴西利亚诺（義大利語：Basiliano），是意大利弗留利-威尼斯朱利亚大区乌迪内省的一个市镇。总面积43平方公里，人口5427人，人口密度126.2人/平方公里（2009年）。ISTAT代码为030009。